# Leighton Meester
Leighton Meester (Fort Worth, Teksas, 9. travnja 1986.) je američka glumica i pjevačica. Najpoznatija je po ulozi Blair Waldorf u teen seriji Tračerica. Glumila je u nekoliko filmova, uključujući
film iz 2010. u kojem glumi i Gwyneth Paltrow Country Strong te triler iz 2011. The Roommate. 
U travnju 2009. potpisala je izdavački ugovor s Universal Republic. Njen prvi singl, duet s R&B pjevačem Robiom Thickom "Somebody To Love", je izdat za digitalni download 14. listopada 2009. Njen drugi singl "Your Love's A Drug" je objavljen 30. ožujka 2010. za digitalni download. Takoder se pojavila na pjesmi benda Cobra Starship "Good Girls Go Bad", te "She Said" pjevača Stephena Jerzaka. Očekuje se da će izdati svoj debitanski album Love Is a Drug u budućnosti.

## Važnije uloge
- Tračerica  (2007. – 2012.)
- Date Night   (2010.)
- Country Strong (2010./2011.)
- The Roommate (2011.)
- Monte Carlo   (2011.)
- The Oranges (2011.)

## Diskografija
- Love is a drug  (2011.)

## Singlovi
- Somebody to love (featuring Robin Thicke)  (2009.)
- Your love's a drug  (2010.)
- Words I Couldn't Say  (2010.)